# KHC Dragons in het seizoen 2018/19
Dit artikel beschrijft hockeyploeg KHC Dragons in het seizoen 2018-2019.

## Heren

### Spelerskern
| No.           | Naam              | Nationaliteit | Geboortedatum | Vorige club             |
| ------------- | ----------------- | ------------- | ------------- | ----------------------- |
| Doelman       |                   |               |               |                         |
| 21            | Tobias Walter     | Duitsland     | 16-02-1992    | 2018 Harvesthuder       |
| 22            | Daan Drijver      | België        | 15-06-1999    | 2017 Royal Antwerp HC   |
| Verdedigers   |                   |               |               |                         |
| 4             | Lucas Putter      | België        | 05-01-2002    | 2018 Dragons jeugd      |
| 5             | Max Lootens       | België        | 12-10-1997    | 2018 Racing             |
| 6             | Dominic Uher      | Oostenrijk    | 04-06-1993    | 2018 Daring             |
| 8             | Luke Noblett      | Australië     | 01-05-1993    | 2018 Surbiton           |
| 16            | Shane O'Donoghue  | Ierland       | 24-11-1992    | 2018 Glenanne HC        |
| 22            | Louis Willems     | België        | 05-01-1996    | 2018 Leuven             |
| 25            | Sebastiaan Geers  | België        | 19-03-2001    | 2016 Dragons jeugd      |
| Middenvelders |                   |               |               |                         |
| 7             | Robert Rubens     | België        | 23-12-1996    | 2012 Dragons jeugd      |
| 9             | Koen De Waal      | Nederland     | 01-01-1994    | 2018 Dragons reserve    |
| 15            | Kirk Shimmins     | Ierland       | 01-06-1994    | 2018 Pembroke Wanderers |
| 19            | Felix Denayer     | België        | 31-01-1990    | 2005 Dragons jeugd      |
| 24            | Koen Bakhuis      | Nederland     | 31-08-1993    | 2018 HGC                |
| Aanvallers    |                   |               |               |                         |
| 11            | Florent van Aubel | België        | 25-10-1991    | 2009 Orée               |
| 12            | Timothy Luyten    | België        | 15-01-1999    | 2015 Dragons jeugd      |
| 14            | Tommy Willems     | België        | 13-04-1997    | 2018 Racing             |
| 18            | Jeffrey Thys      | België        | 14-04-1988    | 2014 Rotterdam          |
| 23            | Henri Raes        | België        | 23-01-1997    | 2014 Dragons jeugd      |

 = Aanvoerder
Er mag ook beroep op jeugdspelers worden gedaan.

### Technische staf
| Functie         | Naam         | Nationaliteit |
| --------------- | ------------ | ------------- |
| Coach           | Jean Willems | België        |
| Assistent-coach | Craig Sieven | Zuid-Afrika   |
| Teammanager     | Derk Wilten  | Nederland     |

### Transfers
| Inkomende transfers   |            |                    |
| Tobias Walter         | Duitsland  | Harvesthuder       |
| Max Lootens           | België     | Racing             |
| Dominic Uher          | Oostenrijk | Daring             |
| Luke Noblett          | Australië  | Surbiton           |
| Louis Willems         | België     | Leuven             |
| Kirk Shimmins         | Ierland    | Pembroke Wanderers |
| Shane O'Donoghue      | Ierland    | Glenanne           |
| Koen Bakhuis          | Nederland  | HGC                |
| Tommy Willems         | België     | Racing             |
| Uitgaande transfers   |            |                    |
| Arthur Van Doren      | België     | Bloemendaal        |
| Loic Van Doren        | België     | Den Bosch          |
| Jérémy Celis          | België     | gestopt            |
| Fabrice Van Bockrijck | België     | Herakles           |
| Alexander Hendrickx   | België     | Pinoké             |
| Nicolas Poncelet      | België     | Léopold            |
| Victor Wegnez         | België     | Racing             |
| Louis Rombouts        | België     | Club de Campo      |
| Thomas Verhijen       | België     | Antwerp            |
| Gregory Stockbroeckx  | België     | Antwerp            |

### Dragons-spelers in de nationale ploeg
Na het vertrek van Arthur Van Doren, Loïc Van Doren, Alexander Hendrickx, Victor Wegnez en Nicolas Poncelet zijn Felix Denayer en Florent Van Aubel de enige Belgische internationals bij het huidige Dragons. Zowel Denayer als Van Aubel werden wereldkampioen op WK in Bhubaneswar.
De afgelopen zomer haalde Dragons wel enkele buitenlandse internationals. Tobias Walter, Kirk Shimmins, Shane O'Donoghue en Dominic Uher spelen alle vier voor hun land.
Na de zes A-internationals spelen komen Daan Drijver en Timothy Luyten uit voor de Belgische ploeg U21. Max Lootens en Tommy Willems maken deel uit van een ontwikkelingsteam. Beiden speelden samen met Timothy Luyten in het voorjaar van 2019 een officiële interland tegen Rusland. Daarin scoorde Willems z'n eerste officiële interlanddoelpunt.
Lucas Putters en Sebastiaan Geers spelen voor de Belgische U18.